# Cynopterus titthaecheilus
Cynopterus titthaecheilus is een zoogdier uit de familie van de vleerhonden (Pteropodidae). De wetenschappelijke naam van de soort werd voor het eerst geldig gepubliceerd door Temminck in 1825.

## Voorkomen
De soort komt voor in Indonesië.